# Lucien Louet
Lucien Louet, né le 18 mars 1900, à Louveciennes, et mort le 5 septembre 1979 à Amboise, est un coureur cycliste français.
Il devient « pacemaker » (entraîneur) des stayers en 1938.
Son cousin Jacques Louet fut un très bon coureur de second plan et était le conseiller de Jacques Verna.

## Palmarès
- 1921
  -  Médaillé d'argent Championnat de France de vitesse
  - Demi-finaliste aux Champions du monde de vitesse professionnels
  - 2e du Grand Prix de l'UVF
- 1925
  - 2e des Six jours de Paris (avec Oscar Egg)
- 1926
  - Six jours de Berlin (avec Pierre Sergent)
- 1928
  - 3e des Six jours de Francfort
- 1929
  - Prix du Salon (course à l'américaine avec André Mouton)
  - 3e des Six jours de Paris (avec Georges Faudet)
- 1930
  - 3e du Prix Goullet-Fogler (course à l'américaine avec André Mouton)
- 1931
  - Circuit du Maine-et-Loire